# Équipe de Bahreïn des moins de 17 ans de football
Maillots
L'équipe de Bahreïn des moins de 17 ans est une sélection de joueurs de moins de 17 ans au début des deux années de compétition placée sous la responsabilité de la Fédération de Bahreïn de football. Elle fut finaliste une fois de la Coupe d'Asie des nations des moins de 16 ans et fut une fois quatrième à la Coupe du monde de football des moins de 17 ans.

## Parcours en Coupe d'Asie des nations de football des moins de 16 ans
- 1985 : Non qualifié
- 1986 : 1er tour
- 1988 :  Finaliste
- 1990 : Non qualifié
- 1992 : 1er tour
- 1994 : 4e
- 1996 :  3e
- 1998 :  3e
- 2000 : Non qualifié
- 2002 : Non qualifié
- 2004 : Non qualifié
- 2006 : Non qualifié
- 2008 : 1er tour
- 2010 : Non qualifié
- 2012 : Non qualifié
- 2014 : Non qualifié
- 2016 : Non qualifié
- 2018 : Non qualifié
- 2023 : Qualifié

## Parcours en Coupe du monde des moins de 17 ans
- 1985 : Non qualifié
- 1987 : Non qualifié
- 1989 : 4e
- 1991 : Non qualifié
- 1993 : Non qualifié
- 1995 : Non qualifié
- 1997 : 1er tour
- 1999 : Non qualifié
- 2001 : Non qualifié
- 2003 : Non qualifié
- 2005 : Non qualifié
- 2007 : Non qualifié
- 2009 : Non qualifié
- 2011 : Non qualifié
- 2013 : Non qualifié
- 2015 : Non qualifié
- 2017 : Non qualifié
- 2019 : Non qualifié
- 2023 : À venir

## Anciens joueurs
- Khaled Jasem